# Crépol

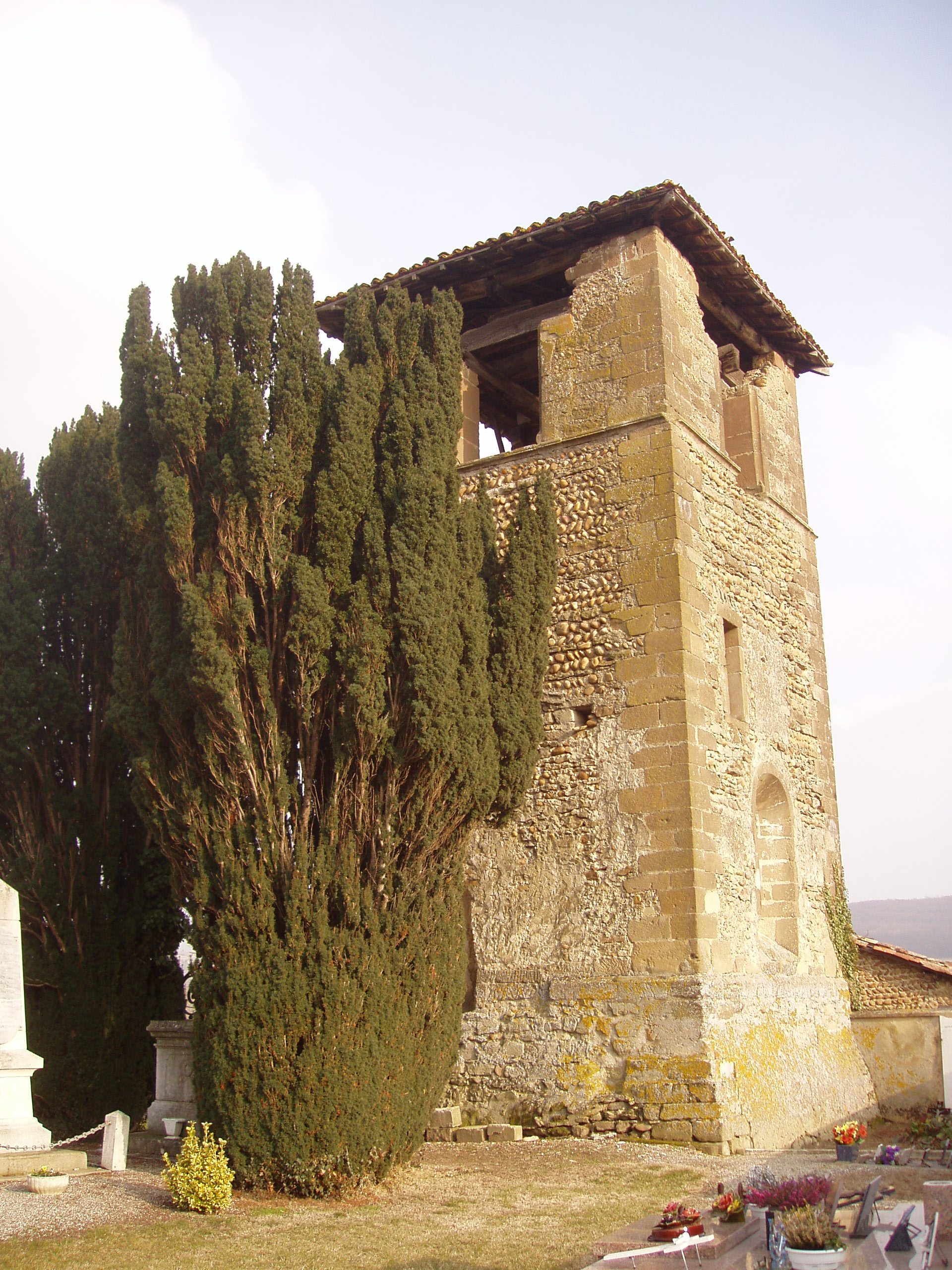
Zabytkowa dzwonnica romańskiego kościoła św. Stefana w Crépol, 2008

Crépol – miejscowość i gmina we Francji, w regionie Owernia-Rodan-Alpy, w departamencie Drôme.
Według danych na rok 1990 gminę zamieszkiwały 424 osoby, a gęstość zaludnienia wynosiła 37 osób/km² (wśród 2880 gmin regionu Rodan-Alpy Crépol plasuje się na 1212. miejscu pod względem liczby ludności, natomiast pod względem powierzchni na miejscu 1015.).